# Dimítrios Talagánis
Dimítrios Talagánis (en grec moderne : Δημήτριος Ταλαγάνης ; né en 1945 et mort le 15 avril 2021) est un artiste, architecte, poète et urbaniste grec.

## Biographie
Il est né à Tripoli, en Grèce, en 1945, et vit en Arcadie pendant son enfance ; il déménage ensuite à Athènes, où il vit jusqu'en 1964. Il étudie grâce à une bourse à l'Institut d'architecture de Moscou (en) et en 1971 obtient un diplôme et une maîtrise en architecture. Il reçoit également le premier prix pour la conception du Nouveau Musée Lénine. Cette conception est exposée pendant un an à l'Exposition des réalisations de l'économie nationale, où elle remporte la médaille d'or. En 1970, il est également récompensé à l'exposition universelle d'Osaka pour la conception d'une ville de 40 000 habitants. En 1971, il réalise une étude sur l'exploitation de la baie de Phalère, où il propose la construction du Nouveau Théâtre Athénien.
En 1971, il commence également à peindre. Sa première exposition de peinture a lieu au salon d'automne du Grand Palais des Champs Élysées à Paris en 1973. Ce travail est inspiré par Georges Séféris. Il collabore avec l'écrivain et metteur en scène français Jacques Lacarrière pour mettre en scène la pièce Romiosyne de Yánnis Rítsos. Il y a aussi une exposition de ses œuvres en 1974 au Foyer Royal de l'Odéon. En août 1974, il retourne en Grèce, où il continue à travailler comme architecte. Il a également commencé à exposer ses œuvres dans diverses expositions en Grèce. En 1987, il expose ses œuvres au Musée d'Art métropolitain Teien de Tokyo.
En 1998, il brigue la mairie de Tripoli, où il est élu adjoint au maire de la culture.

## Décès
Dimítrios Talagánis est décédé de la COVID-19 le 15 avril 2021, dans un hôpital d'Athènes, où il a été hospitalisé pendant un mois durant la pandémie de Covid-19 en Grèce à l'âge de 76 ans.